# Cratere Patomskij

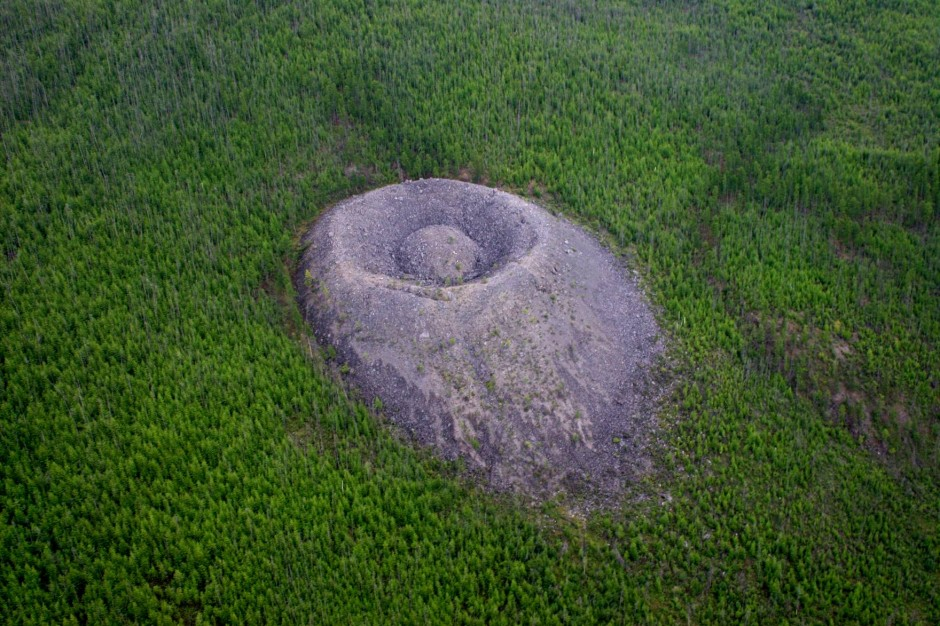

Il Cratere Patomskij (in russo: Кратер Патомский, traslitterato: Krater Patomskij) è una formazione geologica scoperta nel 1949 dal giovane geologo Vadim Kolpakov nella regione Russa di Irkutsk. La formazione da lui scoperta (che prenderà poi il nome di Patomskiy, fiume presente nei paraggi del cratere) si presenta come un grande cono convesso con incavo a forma di imbuto ed una collina arrotondata nel centro; la sua altezza è di circa 10-15 metri dal lato superiore e di 70-80 metri dal lato inferiore, il diametro del cono invece è di circa 130-150 metri e la profondità del fosso circolare interno è di circa 10 metri. Successivamente alla scoperta, Kolpakov provò a fare nuove spedizioni allo scopo di raccogliere vari campioni da analizzare, ma non vi riuscì mai. Comunque molti dopo di lui si diressero al cratere con lo stesso scopo, finché non vennero presi abbastanza campioni da poter formulare varie ipotesi. In passato gli scienziati proposero come maggiori ipotesi: la caduta di un meteorite, un'intensa attività vulcanica oppure un'esplosione di idrogeno sotterraneo; anche se alcuni suggerivano addirittura la caduta di un UFO. Oggigiorno sono rimaste due possibili soluzioni: quella vulcanica e quella meteoritica, la seconda presa più in considerazione; nonostante ciò nella zona non è ancora stato trovato nessun materiale meteoritico, e la zona interessata è considerata interamente non vulcanica. Oltretutto gli scienziati ritengono che il cratere abbia un'età compresa tra i 100 ed i 500 anni. Alla luce di queste informazioni molti scienziati collegano la formazione del cratere all'evento di Tunguska, verificatosi probabilmente nella regione di Krasnoyarsk, ma il suo cratere non fu mai ritrovato, pertanto gli scienziati suggeriscono che il meteorite di Tunguska possa essere caduto nella regione di Irkutsk (dove si trova il cratere), distante da Krasnoyarsk circa 700 km. Nuove ricerche hanno affermato la presenza di un alcunché presente a circa 100-150 metri di profondità sotto il cratere, inoltre questo qualcosa contiene svariati materiali ferromagnetici oltre a molta acqua; se si prende in considerazione la causa meteoritica come responsabile della formazione ciò vorrebbe dire che il meteorite in questione sarebbe super-denso. Comunque queste sono solo ipotesi, infatti il mistero del cratere sembra almeno per ora destinato a rimanere tale.
Va precisato che il cratere varia la sua forma a momenti alterni, difatti esso sale e scende in altezza. È inoltre stato dimostrato sperimentalmente che sotto il cratere è presente un oggetto di forma cilindrica di circa 12-15 metri. Infine va detto che gli alberi presenti nei pressi del cratere crescono ad una velocità estremamente elevata, ma gli scienziati ancora non sono riusciti a svelarne la causa.